# Frieda von Lipperheide

Frieda von Lipperheide 1896

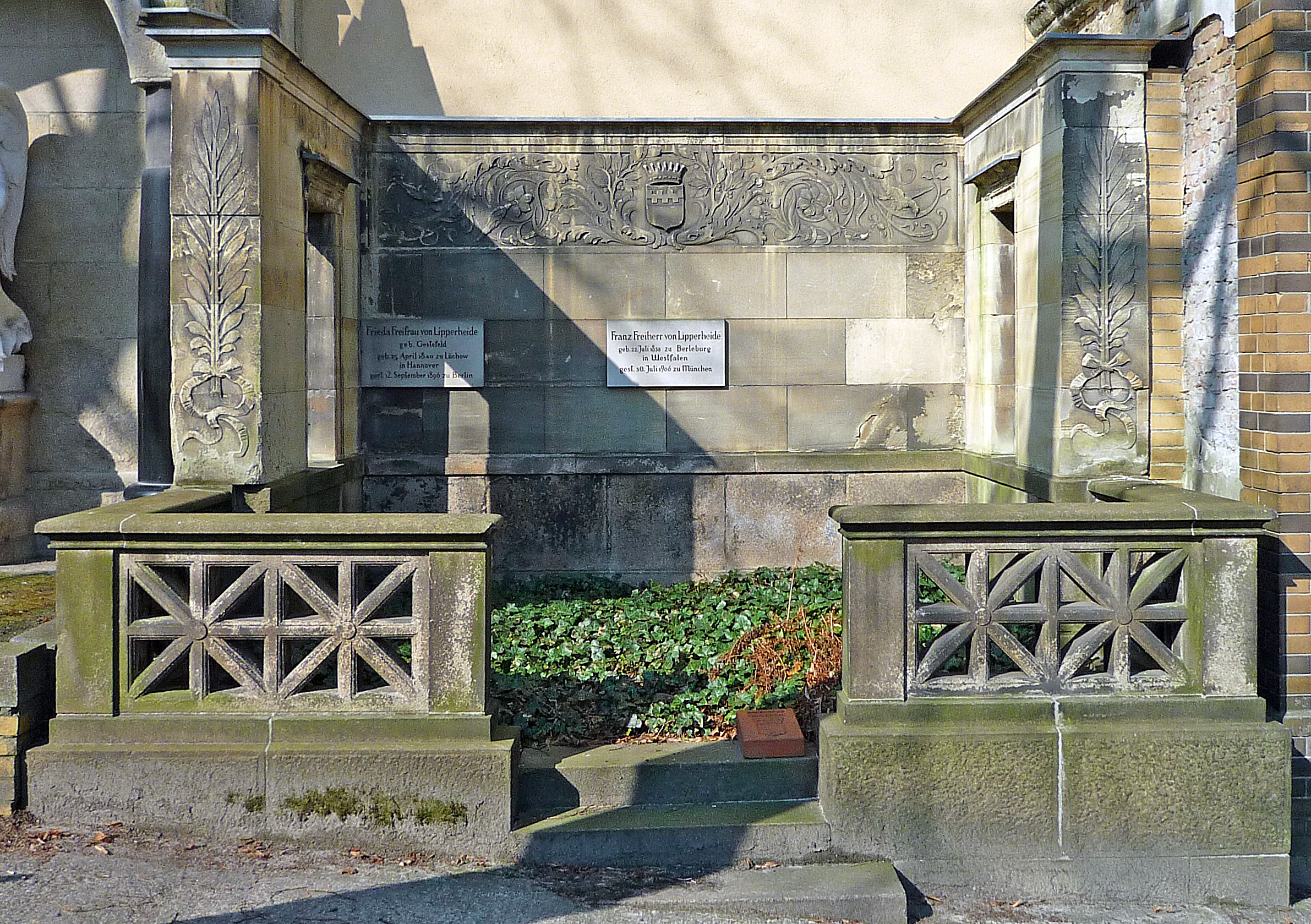
Grabstätte des Ehepaars Franz und Frieda Lipperheide

Wilhelmine Amalie Friederike (Frieda) Lipperheide, seit 1892 Freifrau Frieda von Lipperheide (geb. Gestefeld) (* 25. April 1840 in Lüchow; † 12. September 1896 in Berlin), war eine deutsche Redakteurin, Herausgeberin, Modezeichnerin, Schriftstellerin, Sammlerin, Mäzenin, Salonnière und eine Pionierin kostümkundlicher Forschung.

## Leben

### Familie

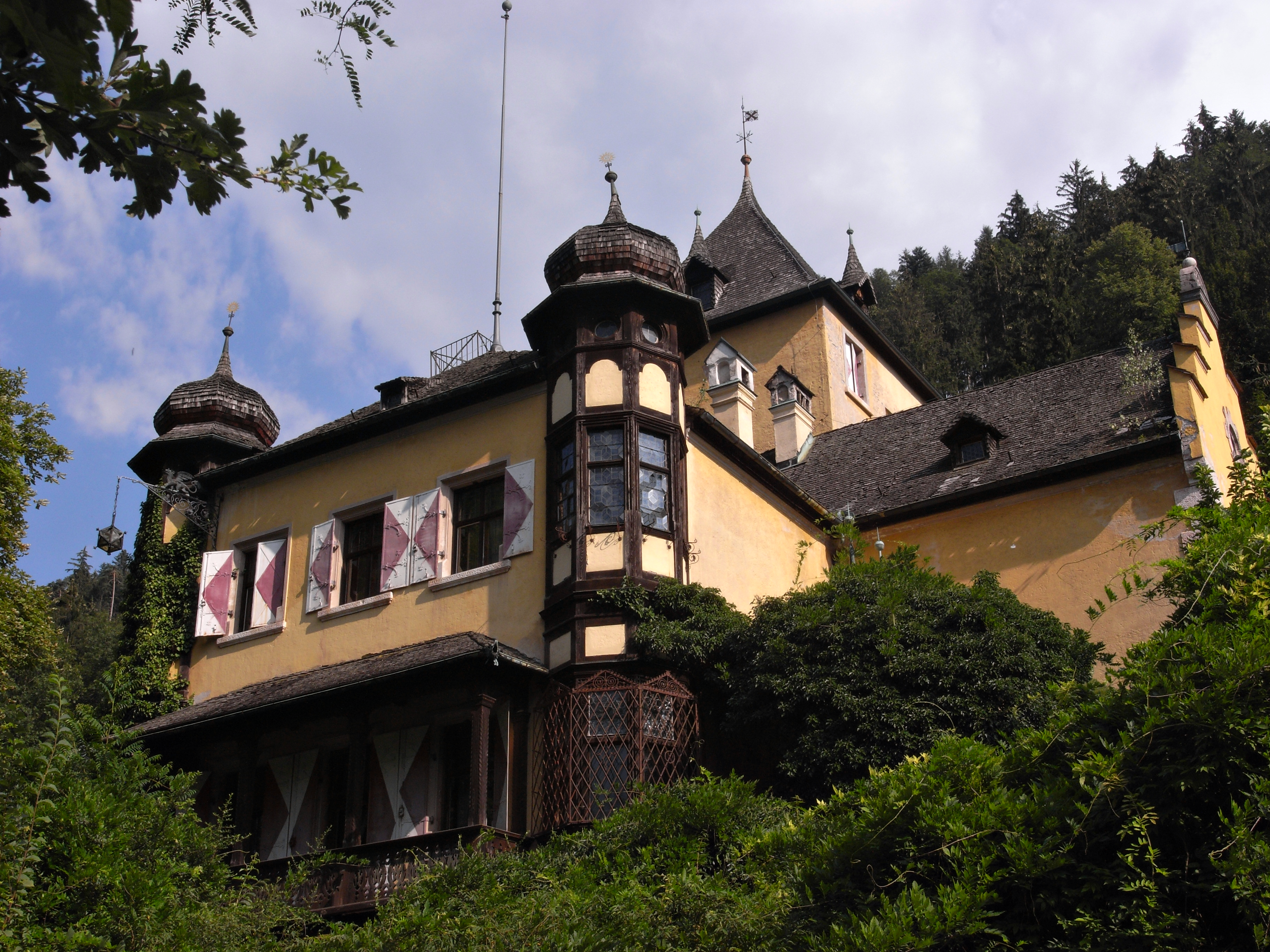
Schloss Neumatzen

Frieda von Lipperheide war die Tochter des Amtsvogts Gestefeld; ihre Mutter entstammte einer alten hannoverschen Adelsfamilie. Am 18. Mai 1865 heiratete sie den Verlagsbuchhändler Franz Lipperheide.
In Berlin befand sich ihr Wohnsitz in einem Stadtpalais in der Potsdamer Straße 38 (heute Hausnummer 96) in Berlin-Tiergarten, in dem sich heute das Wintergarten-Varieté befindet; im Sommerurlaub hielt sie sich vornehmlich in Brixlegg, ab Ende der 1880er Jahre auf dem dortigen Schloss Neumatzen, auf. Weitere Wohnsitze hatte das Ehepaar in Hamburg, München, Rom und Kairo.
Für die Gründung des Fideikommiss Wiegersen wurden sie und ihr Ehemann 1892 durch den preußischen König Wilhelm II. in den erblichen preußischen Freiherrenstand erhoben.
Sie starb an den Folgen einer Gehirnentzündung. Friedrich von Thiersch entwarf das Grabdenkmal für Franz und Frieda von Lipperheide auf dem Alten St.-Matthäus-Kirchhof in Berlin-Schöneberg.  Im Juni 2022 setzten sich die Fraktionen Bündnis 90/Die Grünen Berlin und SPD Tempelhof-Schöneberg beim Bezirksamt Tempelhof-Schöneberg dafür ein, dass Frieda von Lipperheide, wie ihr Ehemann, ein Ehrengrab erhält.

### Werdegang
1860 begann Frieda von Lipperheide in Berlin anfangs als Gesellschafterin einer älteren Dame. Darauf kam sie in die Redaktion der Zeitschrift Der Bazar, die im Verlag Louis Schäfer von Ludwig von Schaeffer-Voit erschien. Dort begegnete sie dem Buchhändler Franz Lipperheide, den sie später heiratete.
Nach ihrer Hochzeit mit Franz Lipperheide, gründete sie mit diesem den Verlag Franz Lipperheide und übernahm, anfangs alleine, im Herbst 1865 bis zu ihrem Tod die technische Leitung und die Redaktion ihrer Publikation Die Modenwelt; schon in der ersten Ausgabe wurde das Blatt in mehreren Sprachen veröffentlicht. Bereits im fünften Jahrgang wuchs die Zeitschrift von anfangs 3000 auf mehr als einhunderttausend Abonnenten, weltweit waren es später mehrere hunderttausend. Die Zeitung erschien ab 1866 in Turin, Florenz, New York, Madrid, Haag, St. Petersburg, Kopenhagen, Warschau und Pest und war 1890 an achtzehn Orten vertreten; sie wurde in zwölf Sprachen gedruckt, beschäftigte elf Redakteurinnen und zwei Redakteure, elf Zeichnerinnen und drei Zeichner sowie sieben Übersetzerinnen und einen Übersetzer.
Zur Ausgabe der Modenwelt kam 1876 als ergänzende Schrift die Illustrierte Frauen-Zeitung dazu, dessen Redakteur unter anderem Johannes Wilda war.
1890 schufen ihr Ehemann und sie für die Angestellten ihres Unternehmens eine Pensions-, Witwen- und Waisenkasse mit einem Grundkapital von 200.000 Mark.
Gemeinsam mit ihrem Ehemann legte sie eine Sammlung von Kunststickereien und Spitzen an; hierbei erwarb sie einen großen Teil der Kunstgegenstände während längerer Aufenthalte in Italien in den Jahren 1877 bis 1879. Die Sammlung umfasste einen Bestand von über zehntausend Stücken und sie nutzte sie für die Erstellung einer Reihe von Muster- und Lehrbüchern für Handarbeiten der verschiedensten Techniken. Bei ihrer Sammlung beschränkte sie sich nicht alleine auf visuelle und schriftliche Dokumente zu Kleidung, Ornat und Uniform, Schmuck und Accessoires, Haar- und Barttracht sowie deren Herstellungstechniken, sondern zog auch aussagekräftige Werke hinzu, die Sitten, Bräuche, Alltagskultur und Lebensstil zum Thema hatten.
Sie stifteten 1892 ihre Lipperheidesche Kostümbibliothek den Königlichen Museen zu Berlin (siehe Kunstgewerbemuseum Berlin).

### Würdigung und schriftstellerisches Wirken
Julius Lessing würdigte die Verdienste um die Förderung künstlerischer Ziele von Frieda von Lipperheide, mit den Worten: Die eigentliche Kleidermode war und ist dem künstlerischen Einflusse des Einzelnen nur in sehr geringem Grade unterworfen. Die Älteren unter uns wissen, welche Verwahrlosung auf dem Gebiete der weiblichen Handarbeiten in unserem Jahrhundert eingerissen war, wie wir kurz vor 1870 erst begannen, uns unter den Schätzen der Vorzeit umzusehen, um Auge und Hand an den alten Vorbildern zu stärken. Wir begründeten Sammlungen an unseren Museen, Zeichen- und Stick-Klassen, an denen, wenn es hochkam, einige zwanzig Mädchen für besseren Geschmack erzogen werden konnten... Sie erkannte mit sicherem Blick, dass eine Umbildung des Geschmackes sich gerade auf dem Gebiet der weiblichen Arbeit vollziehen lasse. Schritt für Schritt wurde jedes Gebiet weiblicher Handarbeit für den künstlerischen Geschmack erobert.
Sie beschäftigte sich anfangs mit der deutschen Leinenstickerei, der dann die italienische folgte. Darauf nahm sie sich der Bunt- und Plattstich-Stickerei in ihren verschiedenen Arten an, sowie unter anderem der Aufnäharbeit, Gold- und Kunststickerei, Filet-Guipure, Durchbruch-, Knüpf- und der Teppicharbeit an.
Wenn ihr bekannt wurde, dass in einer Lehranstalt, Klosterschule oder einem Atelier, versucht wurde, neue Formen und Techniken zu entwickeln oder alte neu zu beleben, nahm sie belehrend und fördernd Kontakt auf. Ihr reichten dabei auch keine Zeichnungen, sondern sie legte Wert auf die Vorlage einer fertigen Arbeit. Ihre Kenntnisse und Erfahrungen publizierte sie unter anderem in ihrer Sammlung Häusliche Kunst.
Im Laufe der Zeit gab sie verschiedene Lehr- und Musterbücher heraus, die nicht nur die verschiedenen Handarbeitstechniken behandelten, sondern auch die Gebiete der Schneiderei sowie die kunstgewerblichen Arbeiten.

## Erinnerungen, Ehrungen und Auszeichnungen
1871 erhielt Frieda von Lipperheide das Verdienstkreuz für Frauen und Jungfrauen.
Nach ihrem Tod ließ ihr Ehemann zu ihrem Andenken einen Brunnen im Alpbachtal errichten, der als Lipperheidebrunnen als 18. Station am Wasserwanderweg Alpbachtal aufgenommen wurde.

## Schriften (Auswahl)
- Häusliche Kunst. 11. Hefte. Berlin, 1891–1894.
- Die dekorative Kunst-Stickerei. Berlin, 1897.
- Muster altdeutscher Leinenstickerei. 4 Sammlungen. Berlin, 1880.
- Muster altitalienischer Leinenstickerei. Berlin, 1881 (Digitalisat).
- Musterbücher für weibliche Handarbeit.
  - Frieda Lipperheide; Anna Dorn: Die Webe-Arbeit mit Hand-Apparat. Berlin, 1886.
  - Frieda Lipperheide; Clara Marggraff: Die Smyrna-Arbeit. Berlin, 1886.
- Das Spitzenklöppeln. Berlin, 1898 (Digitalisat).
- Musterblätter für weibliche Handarbeiten. Berlin, 1889.